# Вітенко Олена Андріївна
 Віте́нко Оле́на Андрі́ївна  (нар. 9 грудня 1960, с. Дубовець, Немирівський район, Вінницька область) — український політик, письменниця, громадський діяч. Народний депутат України 5-го скликання від ВО «Батьківщина». Фундатор Вінницької обласної краєзнавчої літературно-мистецької громадської організації «Велика рідня» (2007). Член Національної спілки письменників України (2006), Національної спілки журналістів України (2005).

## Біографія
Народилася 9 грудня 1960 р. у с. Дубовець Немирівського району на Вінниччині в родині колгоспників. Батько родом з Волині, мати — подолянка. Рано втратила батьків.

### Освіта
Освіту здобувала у Київському торговельно-економічному інституті (1984—1989) за фахом товарознавець непродовольчих товарів вищої категорії та у Вінницькому державному технічному університеті (1999—2000) за фахом бухгалтер-економіст («Облік і аудит»). Аспірант Національної академії державного управління при Президентові України (2007—2011). Також закінчила Вінницький національний аграрний університет (2020), здобувши ступінь магістра за фахом «Агрономія».

### Кар'єра, політична та громадська діяльність
- У Вінницькому обласному об'єднанні фірми «Одяг» (листопад 1979 — лютий 1999);
- Студентка ВДТУ (1999—2000);
- Бухгалтер ТОВ «Декорт ЛТД» (2000—2002);
- Член ВО «Батьківщина» (жовтень 2000—2007), голова ГО "Жінки «Батьківщини» (2000—2007). З квітня 2002 — заступник голови з ідеологічних питань, у 2002—2007 рр. — голова Вінницької обласної організації ВО «Батьківщина». Довірена особа кандидата на пост Президента України Віктора Ющенка в ТВО № 16 (2004—2005);
- Депутат Вінницької міськради (2002—2006), секретар постійної комісії з питань освіти, фізкультури та спорту;
- Начальник Головного управління з питань внутрішньої політики, у справах ЗМІ та зв'язків з громадськістю Вінницької облдержадміністрації (липень 2005 — квітень 2006);
- Народний депутат України 5-го скликання (квітень 2006 — листопад 2007) від Блоку Юлії Тимошенко, № 119 в списку. На час виборів — начальник Головного управління з питань внутрішньої політики, у справах ЗМІ та зв'язків з громадськістю Вінницької облдержадміністрації, член ВО «Батьківщина». Голова підкомітету з питань державної політики у сфері розвитку та використання мов Комітету з питань культури і духовності (з липня 2006), член фракції «Блоку Юлії Тимошенко (з травня 2006);
- Фундатор Вінницької обласної краєзнавчої літературно-мистецької громадської організації „Велика рідня“ (2007).

Член Національної спілки письменників України (2006), Національної спілки журналістів України (2005), Вінницької міської організації „Союзу українок“, Товариства „Просвіта“ імені Тараса Шевченка, Товариства письменників і журналістів імені Івана Франка (2024), Вінницького обласного літературно-мистецького об'єднання імені Василя Стуса.

## Творчість
Будучи поетесою і прозаїком за покликанням, в сатиричних та гумористичних публікаціях використовувала псевдонім Гнат Вовкамнебрат, а в ліричних — Ольга Семенюк. Авторка близько тридцяти книжок лірично-патріотичних поезій, гумору, пісенних текстів, віршів для дітей:
- Стежкою роду : поезії. — Вінниця: Континент-Прим, 2002. — 56 с. : портр. — ISBN 966-516-142-3;
- Вечір тишу пише : вірші для дітей. — Вінниця: Континент-Прим, 2002. — 28 с. : іл. — ISBN 966-516-135-0;
- Чому плаче нічка : вірші для дітей. — Вінниця: Книга-Вега, 2004. — 36 с: іл. — ISBN 966-621-152-1;
- Ми ще є : гумор. [Післямова : В.Сторожук] — Вінниця: Книга-Вега, 2004. — 48 с. — ISBN 966-621-173-4;
- Ще палахтять вогненні мак-вуста : лірика. — Вінниця: Книга-Вега, 2005. — 64 с.; — ISBN 966-621-249-8;
- Не лякай дітей, Морозе…: казки та вірші для малят. — Вінниця: Книга-Вега, 2005. — 16 с. : кол. іл. — (Батьківщина ясніє в серці донечки і сина); — ISBN 966-621-252-8;
- Жив дідусь Добрик : казки та вірші для малят. — Вінниця: Книга-Вега, 2006. — 16 с. : кол. іл. — (Батьківщина ясніє в серці донечки і сина); — ISBN 966-621-253-6;
- Про Гавчика і ґаву : вірші для дітей. — Вінниця: Книга-Вега, 2006. — 16 с. : кол. іл. — (Батьківщина ясніє в серці донечки і сина) (Казки та вірші для малят). — ISBN 966-621-290-0;
- Справжня втіха : вірші для дітей. — Вінниця: Книга-Вега, 2006. — 16 с. : кол. іл. — (Казки та вірші для малят). — ISBN 966-621-329-Х;
- Україна веселкова : казки та вірші для малят. — Вінниця: Книга-Вега, 2006. — 16 с. : іл.; — ISBN 966-621-393-3;
- Наспіваюся Україною : збірник пісенних текстів. — Вінниця: Консоль, 2009. — 160 с. — ISBN 978-966-8086-90-8;
- Каліграфія життя : поезія та проза. — Вінниця: ДП ДКФ, 2010. — 320 с. : [8 арк. іл.], фото. — ISBN 978-966-2024-86-9;
- Пізнайчик-Подолянчик . — Вінниця: ПП Балюк І. Б. — 2013. — 40 с.; — ISBN 978-617-530-089-3;
- Звонкая роса . — Вінниця: Меркьюрі-Поділля, 2013. — 16 с. : іл.; — ISBN 978-966-2696-94-3;
- Отака оселя-дім . — Вінниця: Меркьюрі-Поділля, 2014. — 96 с.: іл.; — ISBN 978-617-530-089-3;
- Любила и люблю : поэзия. — Винница: Меркьюри-Подолье, 2014. — 48 с.; — ISBN 978-617-7230-22-8;
- Криниця мого життя : збірка пісенних текстів. — Вінниця: Меркьюрі-Поділля", 2014, — 208 с. : іл.; — ISBN 978-617-7230-21-1;
- Навпаки. — Вінниця: ТОВ «Консоль», 2015, — 24 с. — ISBN 978-617-583-138-0;
- На своїй землі. — Вінниця: ТОВ «Нілан-ЛТД», 2016, — 16 с. — ISBN 978-966-924-322-5;
- Намалюю Україну. — Вінниця: ТОВ «Меркьюрі-Поділля», 2018, — 64 с. — ISBN 978-617-530-157-8;
- У своїй Європі : По-українські щиро: Співомовки, гумор, сатира! — Вінниця: ТОВ «Меркьюрі-Поділля», 2018, — 128 с. — ISBN 978-617-530-157-9;
- Роздолля : віршовані оповідки дляя дітей. — Вінниця: Вінницька обласна друкарня, 2019, — 32 с. — ISBN 978-966-621-666-6;
- Оберу професію. — Вінниця: ТОВ «ТВОРИ», 2019, — 16 с. — ISBN 978-966-949-156-5;
- Всяко жнеться. — Вінниця: ТОВ «Меркьюрі-Поділля», 2019, — 192 с. — ISBN 978-617-530-089-3;
- Дерева великі. — Вінниця: ТОВ «Меркьюрі-Поділля», 2019, — 336 с. — ISBN 978-617-530-157-8;
- Зіронька-подруженька : оповідання для дітей молодшого і середнього шкільного віку. — Вінниця: Видавництво «Вінницька газета», 2021, — 40 с.: іл. — ISBN 978-966-2257-82-3;
- Ростемо : вішовані оповідки для дітей молодного віку. — Харків: ТОВ «Укр-Паблішер», 2023, — 20 с. — ISBN 978-617-8399-27-6.

Спільні видання для дітей (збірки):
- Подільське перевесло : літературно-мистецький альманах. Вип. 1. — Вінниця: Державна картографічна фабрика, 2008, — 160 с. : кол. вкл.;
- Подільське перевесло : літературно-мистецький альманах. Вип. 2. — Вінниця: ТОВ «Консоль», 2009, — 175 с. : кол. вкл.;
- Подільське перевеслечко  : збірка дитячих віршів [Вітенко О., Сторожук В., Яковенко Т.]. — Вінниця: Державна картографічна фабрика, 2011. — 80 с. : кол. іл. — ISBN 978-617-533-034-0;
- Жниварик : зб. віршів для дітей, вірш. казок, колискових, п'єс [Олена Вітенко, Тетяна Яковенко]. — Вінниця: Консоль, 2012. — 111 с. : іл. — ISBN 978-617-583-073-4.

Численні публікації творів у періодиці, зокрема, у колективних збірниках та альманахах — «Стожари», «Подільська пектораль», «17 вересня», «Русалка Дністровая», «Краса України», «Пори року у віршах», «Зимова вишня», «І музика, і слово, і сльоза…», «Сонцевій над Бугом», «Поділля неподільне», «Камертон філолога», «Буг то є Бог», «Друкованого слова стоголосся», кількох числах альманахів «Нескорена Україна», «Євшан», «Сівач», «Слово», «Степовий шлях», журналах «Вінницький край», «Жінка», «Вінничанка», «Правозахисник», «Соборність» (Ізраїль), регіональних та загальнодержавних виданнях — «Культура і життя», «Українське слово», «Селянська правда», «Слово Просвіти», «Малятко», «Дзвіночок» та ін.
На вірші написали понад сотню пісень композитори — Василь Папаїка, Ольга Янушкевич, Василь Остапенко, Яків Поляхівський, Володимир Гуменчук, Микола Янченко, Віктор Кубасов, Анатолій Гайдук, Дмитро Шевчук, В'ячеслав Колотій, Борис Крикун, В'ячеслав Швець, Михайло Мода та ін.
|                  | …поезію вінничанки Олени Вітенко ми подали у «Соборності» якнайповніше, бо це квітучий сад з його весіннім різнобарв’ям і п’янким повітрям, надихавшись якого можна піднятися у захмарні обрії, поспілкуватися з апостолами та повернутися іншою людиною: кращою, озброєною усіма заповідями. |
| — Олександр Деко | |

## Нагороди, премії, почесні звання
- Переможець конкурсу «Вінничанин року» в номінації «Громадський діяч» (2003);
- Почесна грамота Вінницької облдержадміністрації і облради (червень 2003);
- Переможець Вінницького обласного конкурсу «Людина року» в номінації «Регіональний лідер» (2006);[6]
- Літературно-мистецька премія імені Марка Вовчка (2007);
- Міжнародна літературна премія імені Івана Кошелівця (2009);
- Всеукраїнська літературна премія імені Михайла Коцюбинського (2019).[7].
- Всеукраїнська літературно-мистецька премія імені Степана Руданського (2020) за книжки сатири і гумору «У своїй Європі» і «Всяко жнеться».[8]